# Gressoney-Saint-Jean
Pour l'ancienne commune, voir Gressoney.
Pour les articles homonymes, voir Gressoney (homonymie).
Gressoney-Saint-Jean est une commune italienne alpine de la région Vallée d'Aoste.

## Géographie
Gressoney-Saint-Jean se trouve dans la vallée du Lys, entre les communes de Gressoney-La-Trinité et Gaby.

### Toponymie
Traditionnellement, les deux communes de Gressoney-La-Trinité et Gressoney-Saint-Jean forment une entité unique du point de vue du territoire et de la culture, dénommée Gressoney en français, Greschòney (officiel) ou Creschnau, dans le dialecte local de la langue walser (le Greschòneytitsch ou simplement Titsch), Kressenau (désuet) en allemand, et Greschunej en töitschu.
Plusieurs significations ont été attribuées au toponyme Gressoney au cours des siècles :
- Chreschen-eye : « plaine du cresson » ;
- Grossen-eys : « grand glacier » ;
- Chreschen-ey : « œuf déposé parmi les cressons ».

La signification la plus fiable serait la première, mais elle n'est attestée par aucun document.

### Toponymie traditionnelle
L'unité territoriale et culturelle de Gressoney se divise en trois parties :
- Onderteil, qui signifie « la partie inférieure », du pont de Trentaz (en titsch, Trentostäg) au chef-lieu de Gressoney-Saint-Jean (Greschòney Zer Chilchu ou De Platz) ;
- Méttelteil, qui signifie « la partie du milieu », le chef-lieu de Gressoney-Saint-Jean (Greschòney Zer Chilchu ou De Platz) et le territoire en amont jusqu'au hameau Léschelbalmo ;
- Oberteil, qui signifie « la partie d'en haut », correspondant à l'actuelle commune de Gressoney-La-Trinité.

Localisation de la commune de Gressoney-Saint-Jean à l'intérieur de la Vallée d'Aoste.

### Hameaux
La version en allemand des toponymes a été indiquée entre parenthèses, elle est officielle à côté de celle en Titsch.
Bieltschòcke (Bieltschucken), Bode, Chaschtal, Dresal, Loomatto (Loomatten), Méttelteil (Mittelteil), Mettie (Mettien), Noversch, Òbre Biel (Ober Biel), Òbre Champsil (Ober Champsil), Òbro Verdebio (Ober Verdebien), Ònderteil (Unterteil), Òndre Biel (Unter Biel), Òndre Champsil (Unter Champsil), Òndro Verdebio (Unter Verdebien), Perletoa, Predeloasch, Stobene, Trentostäg (Trentosbrück), Tschemenoal (Chemonal), Tschoarde, Tschossil, Woald (Wald)

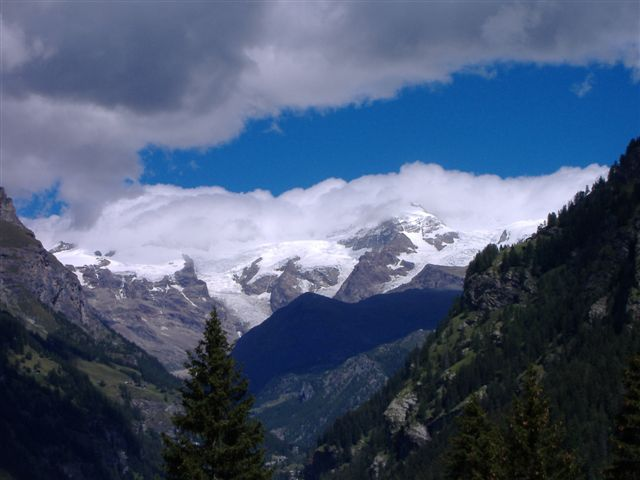
Le Mont Rose vu de Gressoney-Saint-Jean.

### Communes limitrophes
Ayas, Brusson, Gaby, Gressoney-La-Trinité, Rassa (VC), Riva Valdobbia (VC)

## Histoire
La reine Marguerite de Savoie, qui passait ses vacances dans la haute vallée du Lys, fit bâtir près du village de Greschmattò le château Savoie.

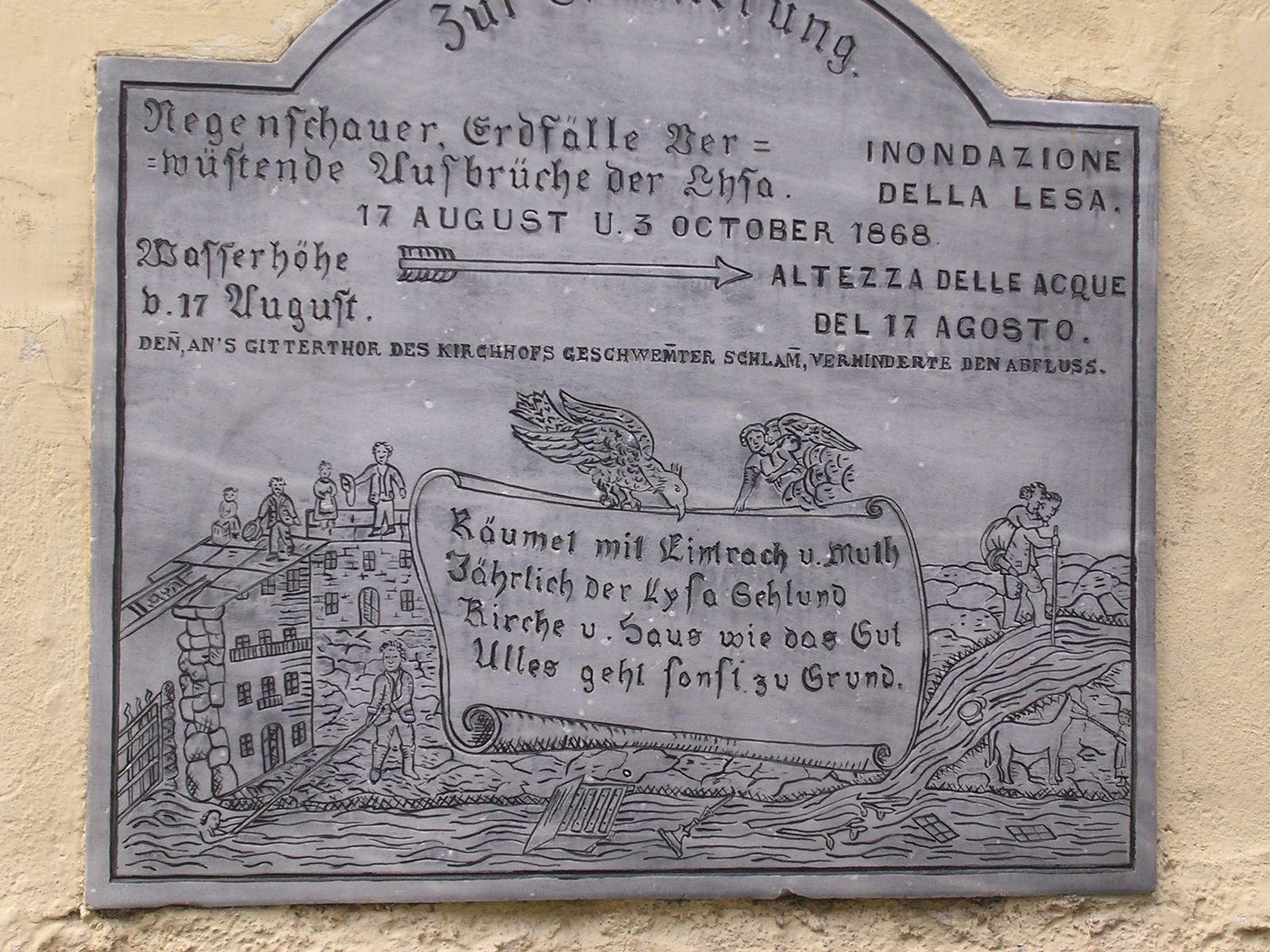
Plaque en souvenir de l'inondation du Lys de 1868.

## Évolution démographique
Habitants recensés

## Transports
La ligne de chemin de fer Pont-Saint-Martin - Gressoney, jamais réalisée, aurait dû relier Gressoney-Saint-Jean avec Pont-Saint-Martin.

## Administration

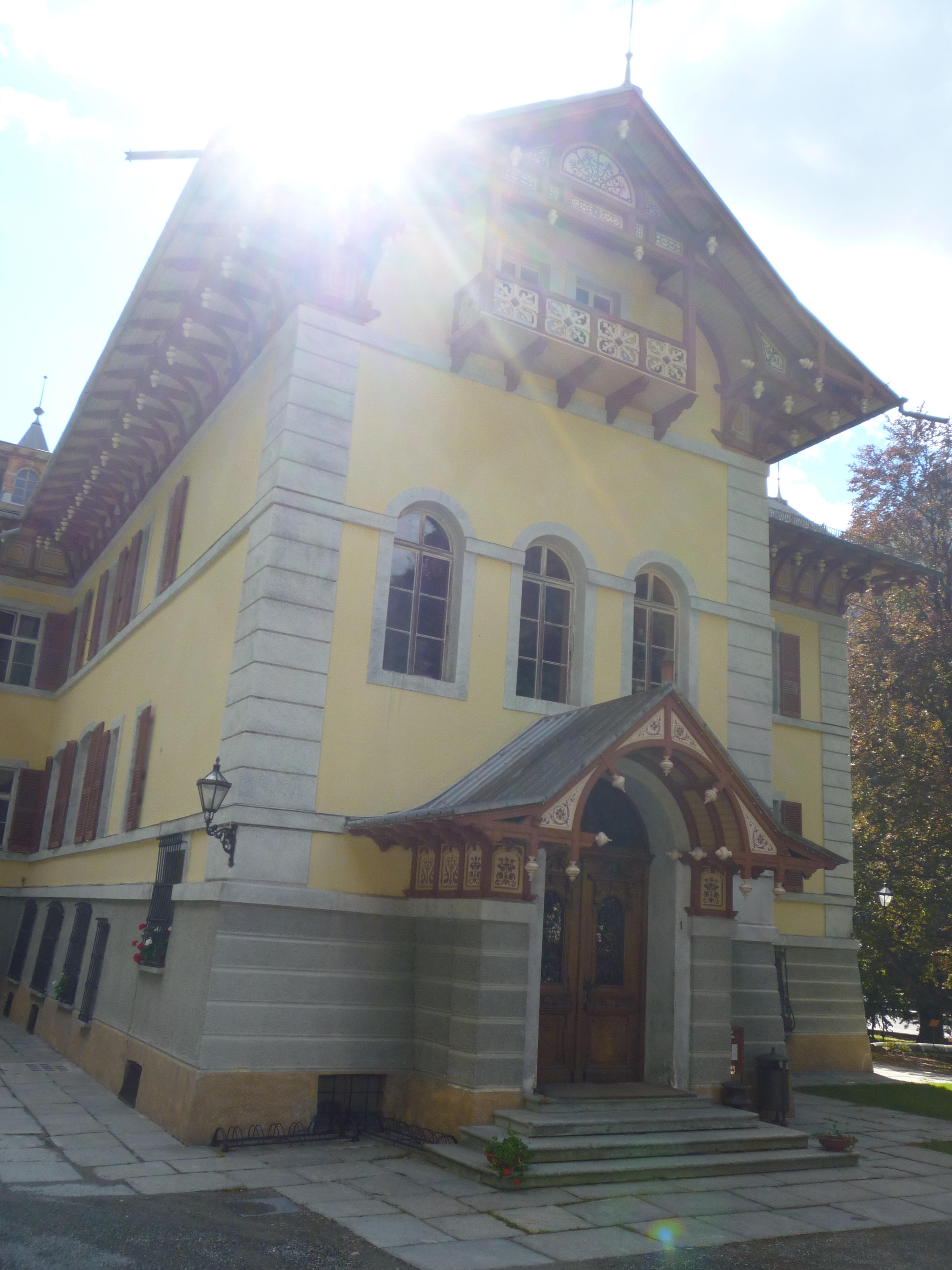
La Villa Marguerite, ancienne résidence royale, maison communale de Gressoney-Saint-Jean.

Le terme « syndic » se traduit dans le patois alémanique local, le Titsch, par Sendég.
| Période                                  | Période           | Identité         | Étiquette                         | Qualité |
| ---------------------------------------- | ----------------- | ---------------- | --------------------------------- | ------- |
| 9 mai 2005                               | 24 mai 2010       | Aldo Comé        | Liste civique                     | Syndic  |
| 24 mai 2010                              | 22 septembre 2020 | Luigi Chiavenuto | Liste civique                     | Syndic  |
| 23 septembre 2020                        | En cours          | Mattia Alliod    | Liste civique Greschòney fer more | Syndic  |
| Les données manquantes sont à compléter. |                   |                  |                                   |         |

## Économie

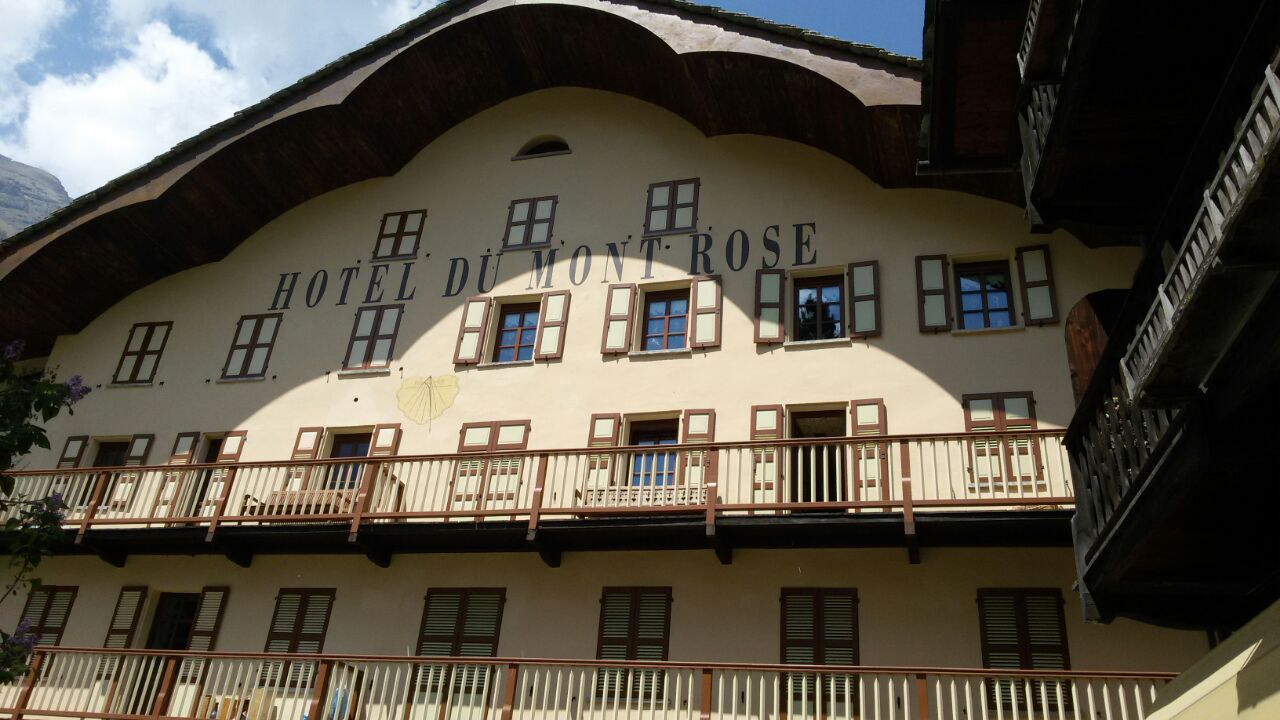
L'Hôtel du Mont Rose.

L'économie de Gressoney-Saint-Jean s'appuie surtout sur le tourisme. La commune dispose d'un domaine skiable, dénommé Weissmatten, comptant 12,6 km de pistes et faisant partie du domaine Monterosa Ski.
Gressoney-Saint-Jean est une commune membre de la communauté de montagne Walser - haute vallée du Lys.

## Associations
À Gressoney-Saint-Jean se situe le siège de la Compagnie des guides de montagne Gressoney - Mont-Rose.

## Culture

### Culture walser
La communauté de Gressoney-Saint-Jean, tout comme celle de Gressoney-La-Trinité et d'Issime, a été fondée par les migrants walsers, qui se déplacèrent à partir du XIIIe siècle, favorisés par le climat relativement doux dans les Alpes à cette époque. Leur mouvement à partir du Valais, intéressa la vallée du Lys et le haut Valsesia, au Piémont, et il fut encouragé sans doute par les seigneurs féodaux locaux, souhaitant peupler des vallées encore inhabitées afin de contrôler les cols alpins. En contrepartie, les Walser obtinrent des droits et libertés importants.
La culture walser est représentée aussi par l'architecture typique (voir le lien externe au fond de l'article), caractérisée par les Stadel, des maisons complètement en bois, s'appuyant sur des « champignons » en pierre.
Dans le domaine religieux, la paroisse Saint-Jean est créée en 1660 à la demande de la population locale, dans le but d'avoir l'allemand comme langue de culte, car auparavant la paroisse la plus proche était celle d'Issime, francophone. Le diocèse d'Aoste approuve cette demande, en vertu de laquelle les prêtres des deux paroisses de Saint-Jean (dont le premier est Sebastian Menabreaz) et de La-Trinité seront toujours natifs de Gressoney jusqu'en 1883. L'élément germanophone se reflète également sur les destinations traditionnelles des pèlerinages, qui outre aux sanctuaires de Voury et d'Oropa, s'effectuaient également vers l'abbaye d'Einsiedeln.
Les communes de Saint-Jean, de Gressoney-La-Trinité et d'Issime constituent la Walsergemeinschaft Oberlystal (Communauté walser de la haute vallée du Lys), dont fait partie aussi Gaby, qui subit l'influence de la langue et de la culture walser, tout en maintenant au cours des siècles un parler francoprovençal.

### Letitschgressonard et leWalserkulturzentrum
Les Walser, originaires de l'Oberland bernois, sont germanophones, et constituent donc une exception dans la Vallée d'Aoste francophone. Ils parlent un dialecte d'origine alémanique, appelé Greschòneytitsch, ou simplement Titsch, dénomination dérivant du mot Deutsch (en allemand, « allemand »).
À Gressoney-Saint-Jean se situe le siège du Walser Kulturzentrum, le centre d'étude de la culture et de la langue walser, disposant d'une bibliothèque et d'archives historiques et linguistiques. Le centre a publié un dictionnaire du Titsch gressonard et du Töitschu issimois en 1988, par le soin des experts linguistiques locaux, présidés par Heinrich Welf.
Un exemple comparatif du Greschoneytitsch est donné par le Notre Père :
| Greschoneytitsch                                                                        | Allemand                                                                        | Français                                                                       |
| --------------------------------------------------------------------------------------- | ------------------------------------------------------------------------------- | ------------------------------------------------------------------------------ |
| Endsche Attò das béscht em Hémmel, dass héilege sígge Dín Noame. Chéeme Dín Herrschaft. | Vater unser der Du bist im Himmel, geheiligt werde Dein Name. Dein Reich komme. | Notre Père Qui es aux cieux, Que Ton Nom soit sanctifié. Que Ton Règne vienne, |

Des proverbes :
- D’scheitò spréngt nid witt vòm stock.

Le copeau ne tombe pas loin de la bûche.
- Waster neut an Groat wennt neut mascht troa.

Ne te charge pas d’une montagne si tu n’es pas à même de la porter.
- Morgen root, Abend Koth.

Rouge le matin, boue le soir.

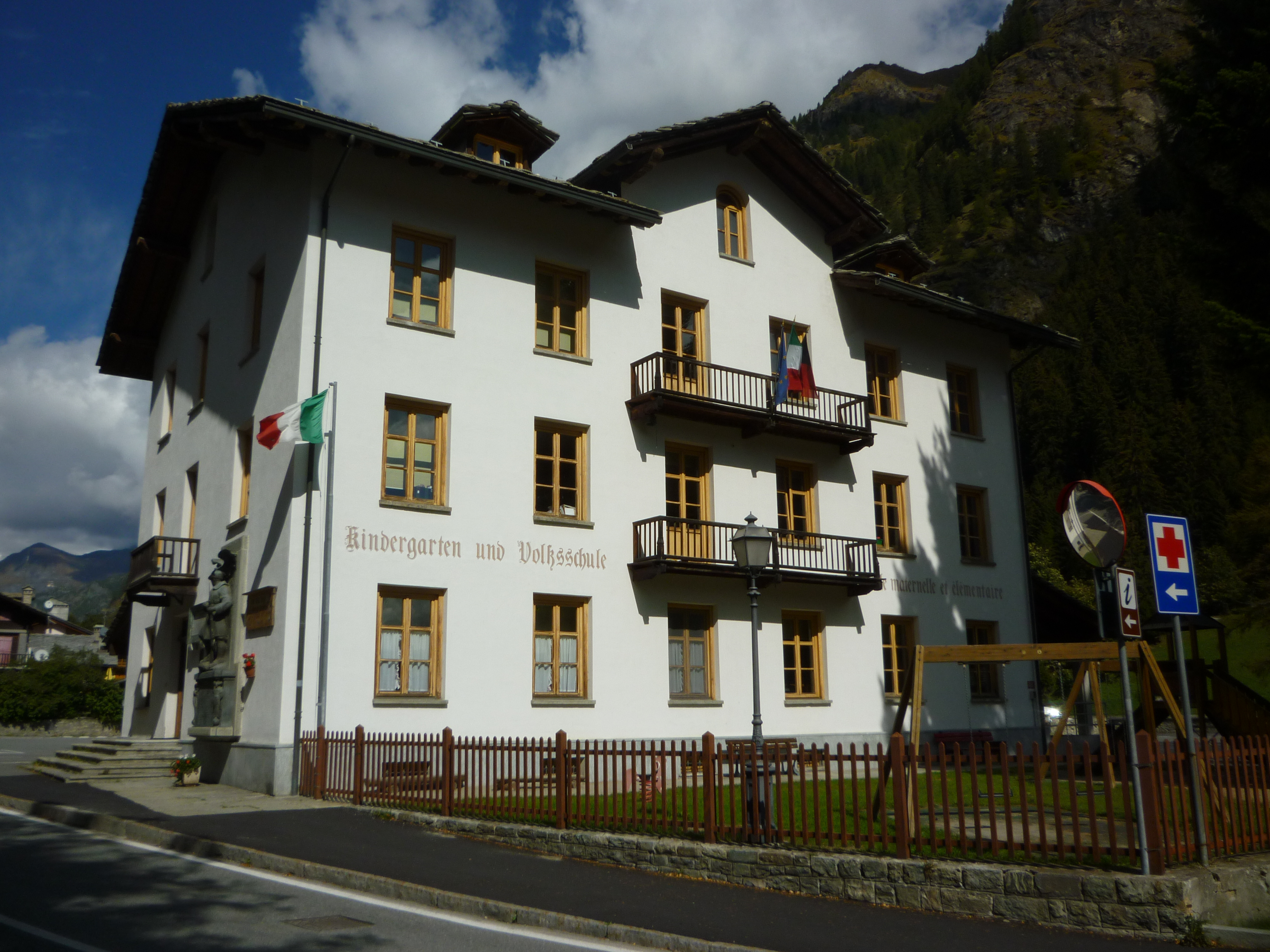
Les écoles élémentaires et moyennes.
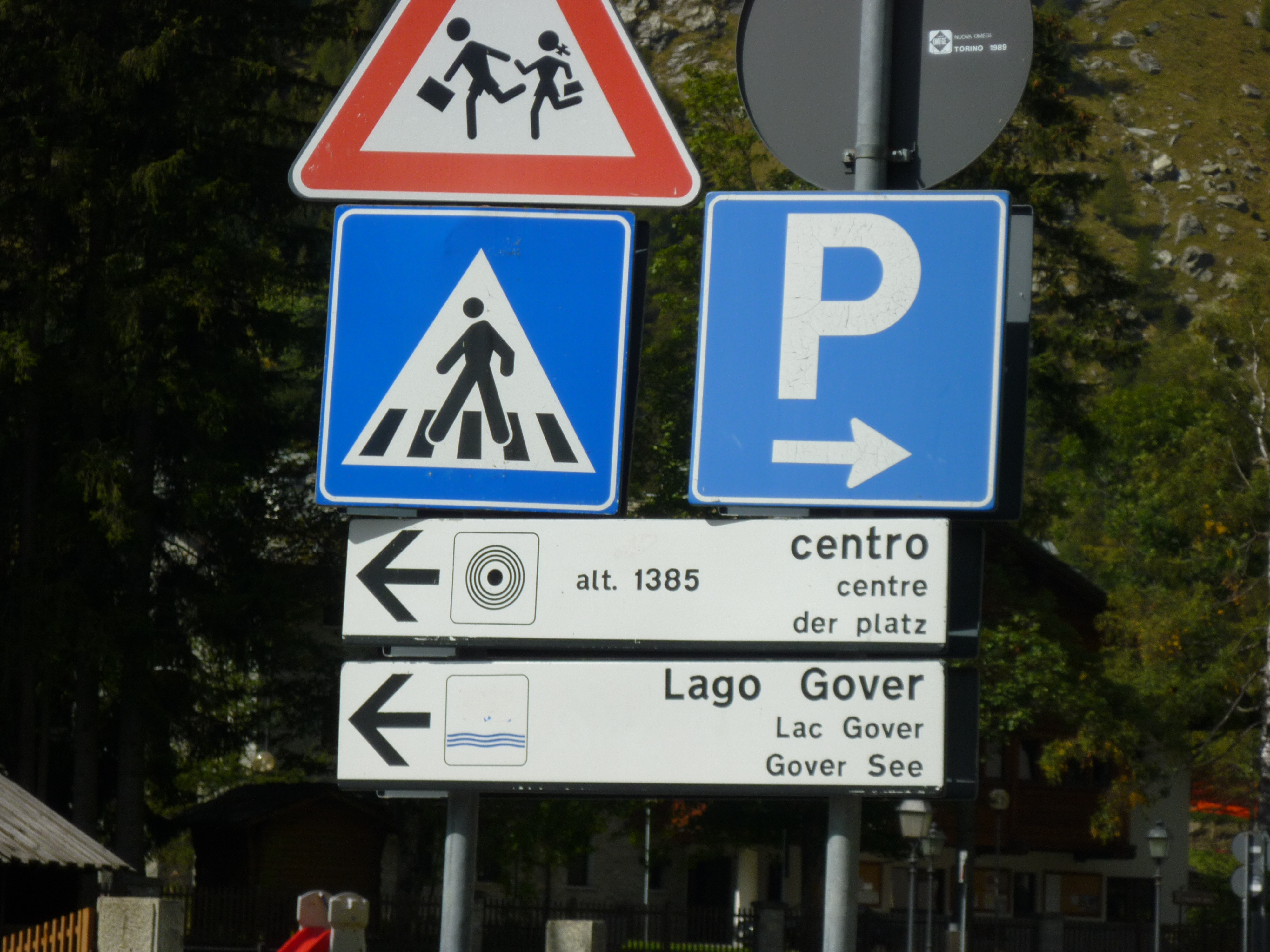
Panneaux routiers trilingues (italien-français-allemand).
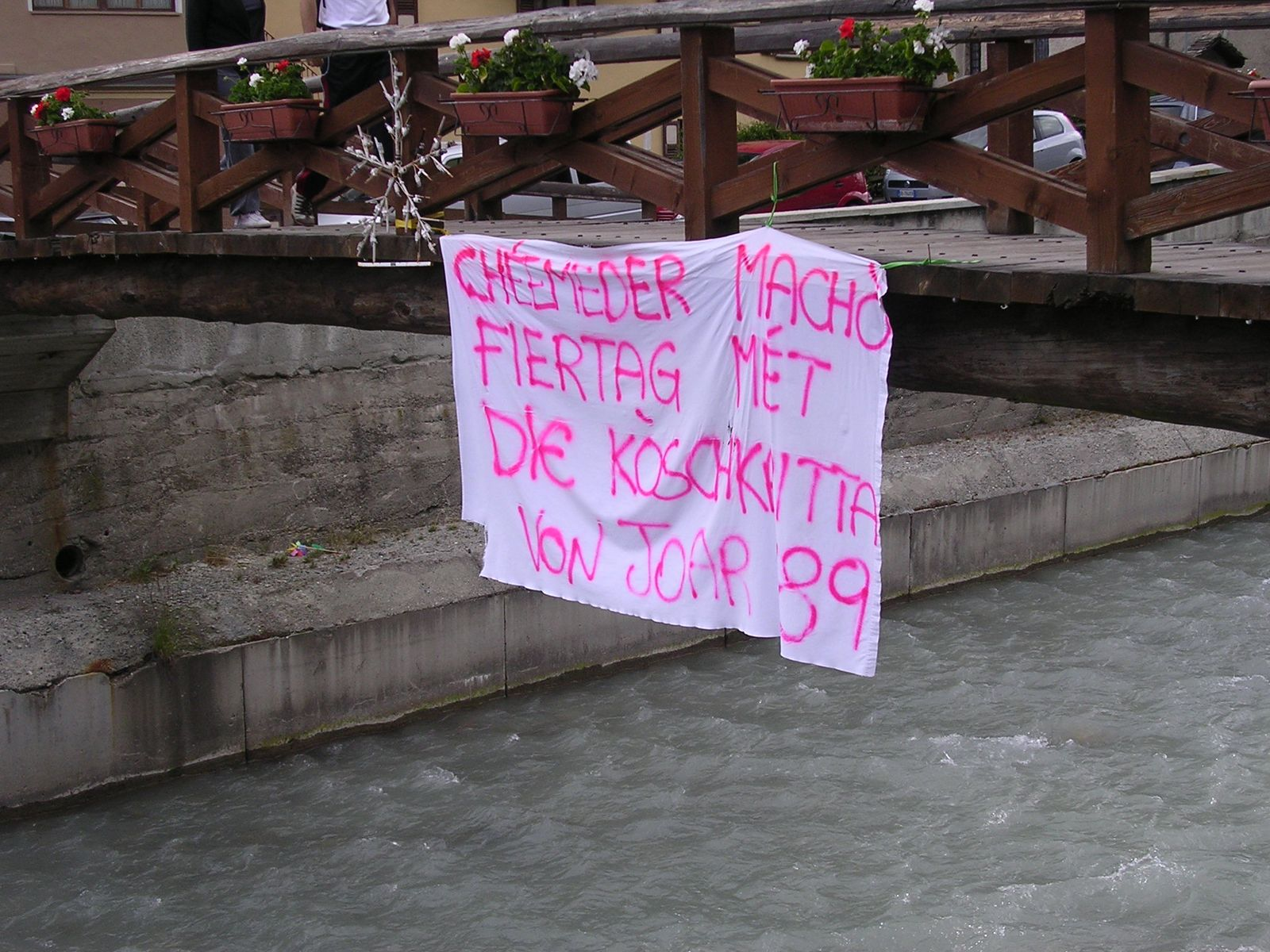
Étendard en Titsch pour la fête des conscrits de l'an 1989.
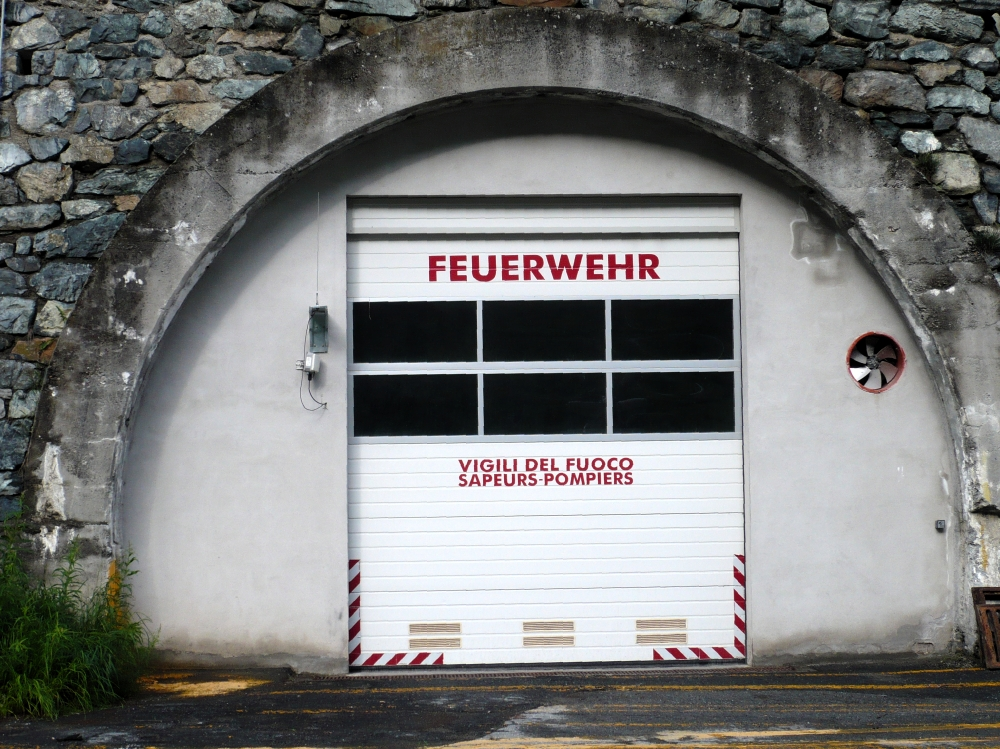
Panneau trilingue (de haut en bas : allemand, italien, français) à la station des sapeurs-pompiers.

Le titsch de Gressoney présente également des emprunts issus des langues voisines, le français et le francoprovençal :
- mutschur (< fr. mouchoir)
- tretwar (< fr. trottoir)
- rido (< fr. rideau)
- verdscháts (= écureuil) du patois ayassin/brussonin verdjáts[8].

### Musées
Près du chef-lieu de Saint-Jean se trouve le siège du Musée régional de la faune alpine dédié au baron Beck-Peccoz.

### Produits traditionnels
- Tomme de Gressoney
- Les Chneffléné

### Lespiouns
Les pantoufles typiques des gens Walser, appelées D'socka en Titsch et Piouns en francoprovençal valdôtain, sont aujourd'hui l'objet de l'activité de la coopérative D'Socka à Gressoney-Saint-Jean.

## Personnalités liées à Gressoney-Saint-Jean
- Jean-Nicolas Vincent (1785-1865), noble, ingénieur, alpiniste, collectionneur.
- Nicolas Vincent (1754-1815), noble, ingénieur, alpiniste.
- Marguerite de Savoie, reine d'Italie (1878-1900).
- Paolo Beck-Peccoz (1943), médecin, endocrinologue, professeur à l'université de Milan, vice-président de la Société européenne d'endocrinologie.
- Joseph Zumstein dit "De la Pierre", alpiniste et écrivain.
- Franco Collé, athlète spécialiste de l'ultra-trail.
- Franco Bieler, skieur.
- Wanda Bieler, skieuse.
- Léonard David, skieur.
- Arianna Follis, skieuse de fond.

## Fêtes et foires
- Les feux de la Saint-Jean, la nuit du 23 au 24 juin[9] (en allemand, Sankt-Johanns Feuer) ;
- La San Kloas (ce qui signifie « Saint-Nicolas » en titsch), le 8 décembre : événement suivant la tradition germanique de Santa Claus ;
- La Walsernacht, à la mi-août[10], qui signifie en allemand la nuit walser : une veille dans les rues du village ;
- La Bierfest, à la fin du mois de juin, la « fête de la bière »[11].

### Nouvel an
Le soir du 31 décembre, les jeunes du pays se rendent en visite dans les maisons des villages en chantant le Neujahrslied (en allemand, le « Chant du nouvel an ») :
Ein glückseliges neues Jahr

Wünschen wir Euch von Herzens Grund

Gottes Gnad'viele Jahr bewahre

Euern Leib und Seel gesund.

Anstatt unserer Schenkung seje

Das geborene Jesulein

In dem Kripplein auf der Heide

Drücket's in Eueres Herz hinein.

## Sports
- Un centre sportif polyvalent dénommé Gressoney Sport Haus se situe au lieu-dit Tschoarde ;
- L'équipe gressonarde de foot à 5 se dénomme Association sportive amateurs Gressoney Mont-Rose.

## Galerie d'images

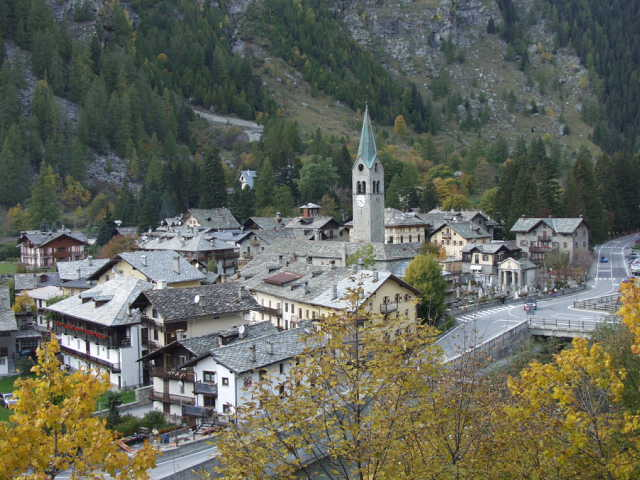
Vue du chef-lieu avec le clocher de l'église Saint-Jean.
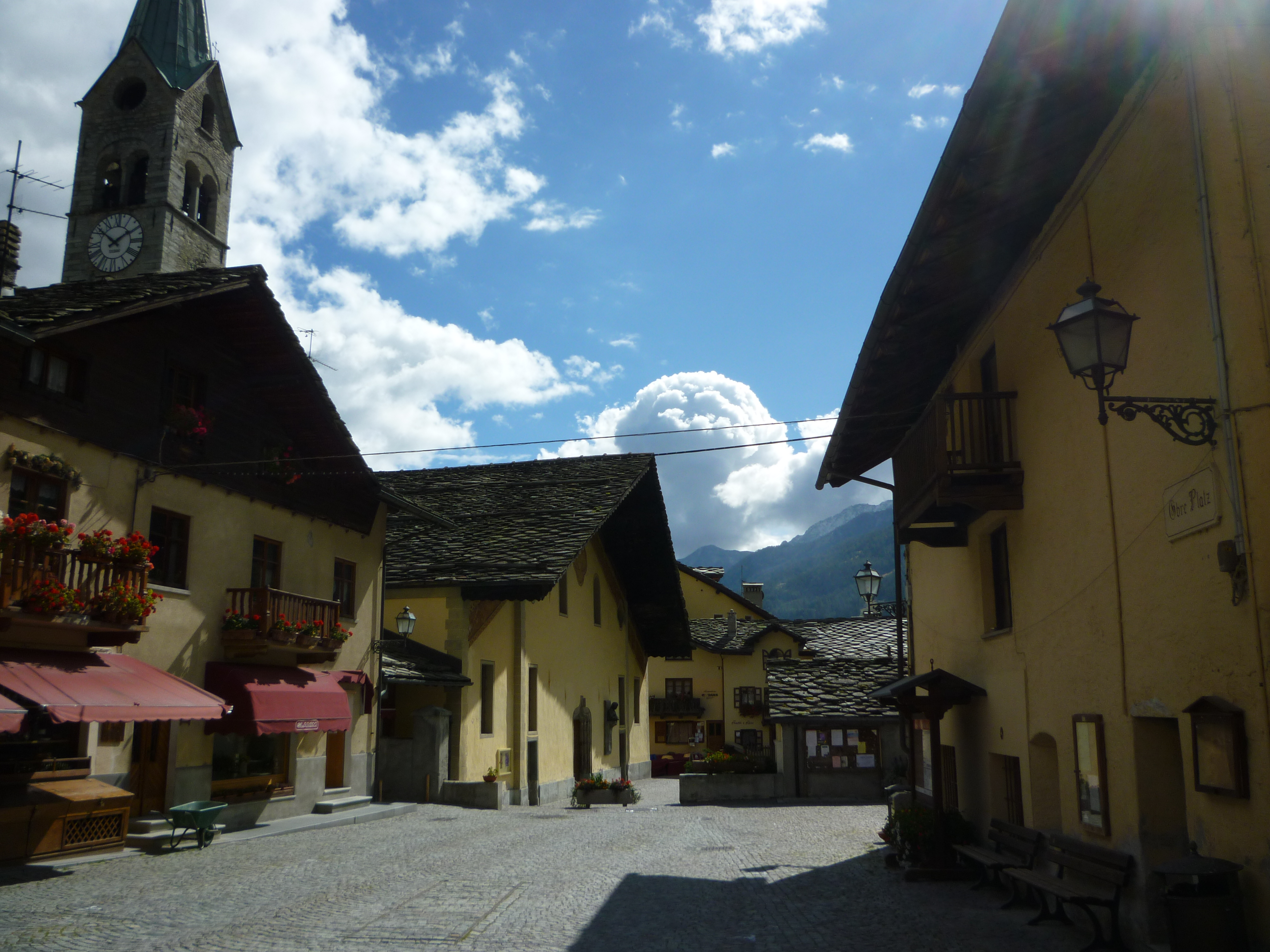
Òbre Platz, la place principale du chef-lieu.
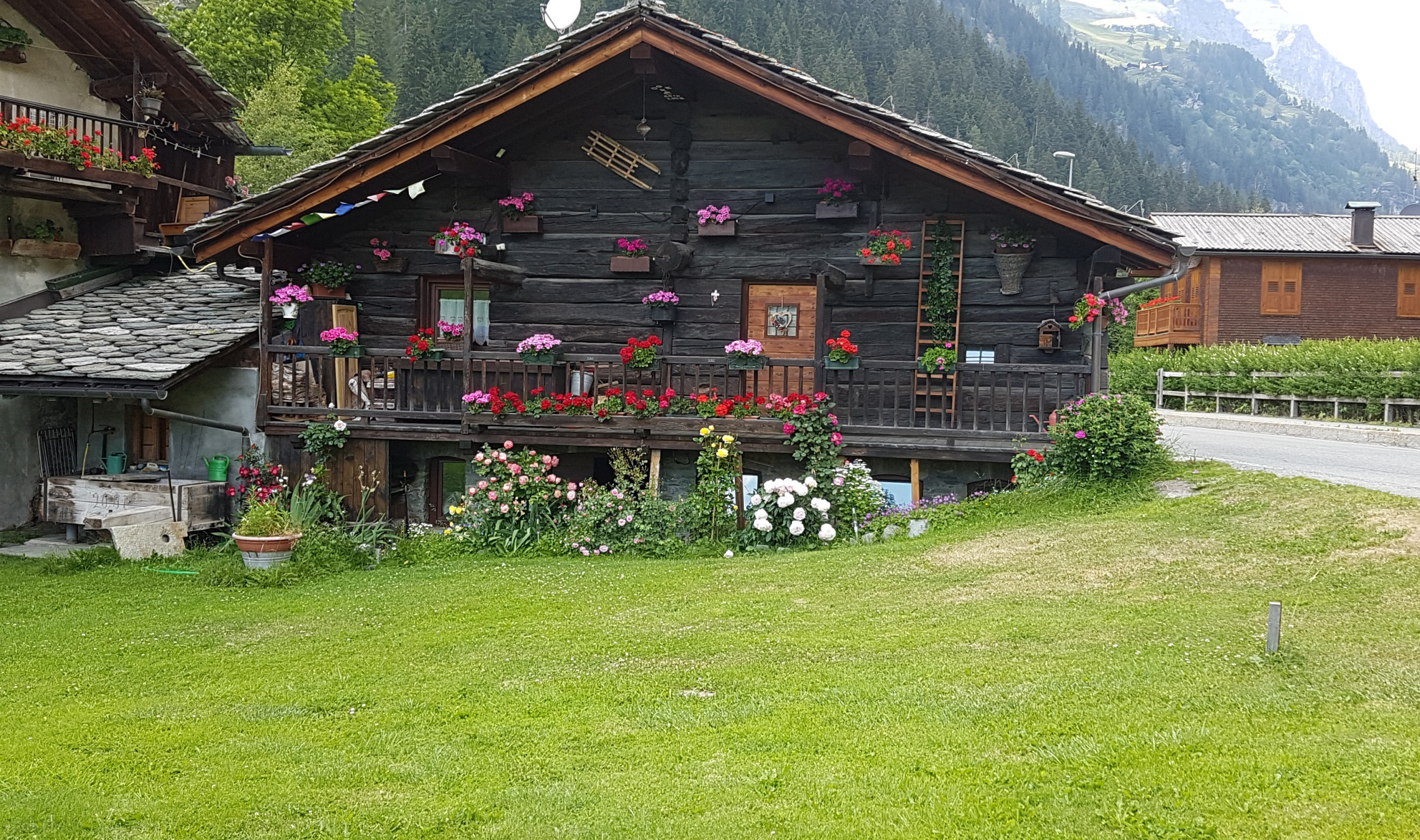
Maison en style Walser (Stadel) à Greschmattò.
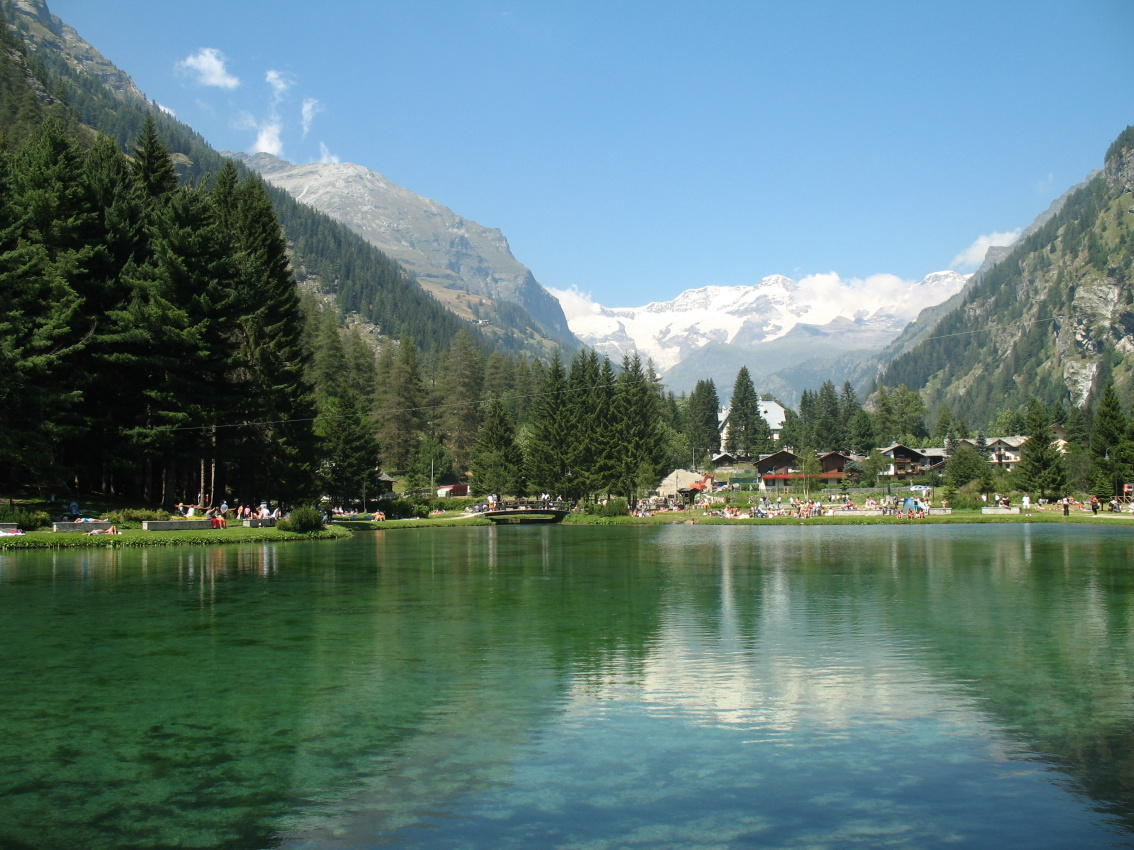
Le lac Gover (en allemand, Goversee).
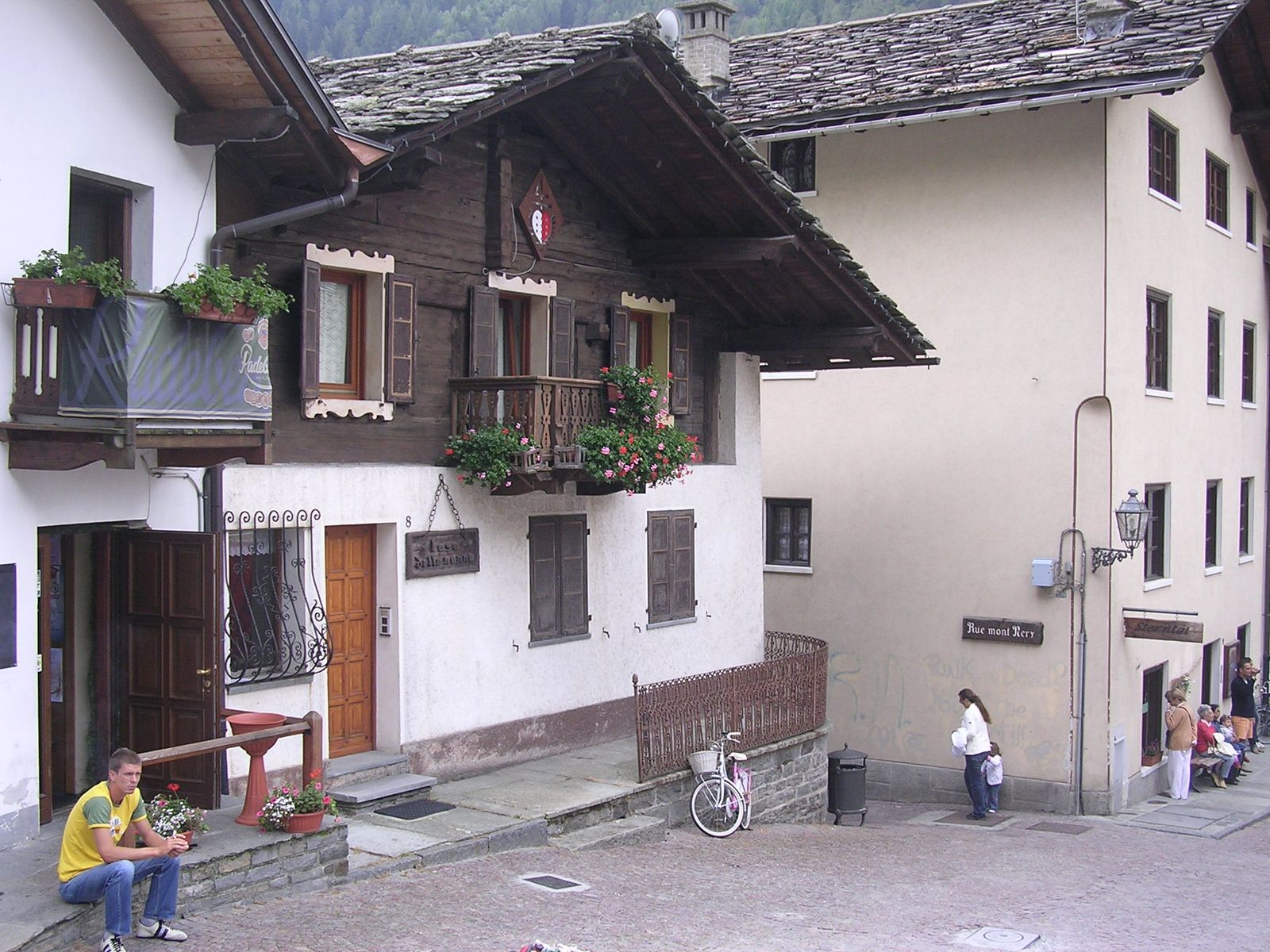
Une maison traditionnelle du chef-lieu, avec le symbole walser.